# Autostrada Herman Leirer
L'autostrada Herman Leirer (Herman Leirer Road in inglese) è una strada statale, denominata anche "Forest Route 46", che collega la città di Seward (nella penisola di Kenai) con il Exit Glacier Nature Center, punto di accesso ai sentieri che portano sul Ghiacciaio Exit.

## Percorso della strada
La strada inizia dal bivio, appena a nord della città di Seward, con l'autostrada Seward (Seward Highway), subito dopo il ponte sul fiume Resurrezione (Resurrection River). Dopo poco meno di 2 km la strada esce dall'abitato e si dirige al Exit Glacier Nature Center lungo il fiume Resurrection. Qui cambia il nome in Exit Glacier Road. La strada costeggia il lato sud-occidentale dell'area protetta Foresta nazionale di Chugach, per poi finire nel Parco nazionale dei Fiordi di Kenai. La strada terminal al Exit Glacier Nature Center gestito dal Parco nazionale dei Fiordi di Kenai.

## Turismo
La strada è l'unica via per la visita del Ghiacciaio Exit, uno dei ghiacciai dell'Alaska di più facile accesso, per cui durante il periodo turistico è molto frequentata. D'inverno la strada è chiusa alle auto e si trasforma in una pista da sci di fondo.

## Images

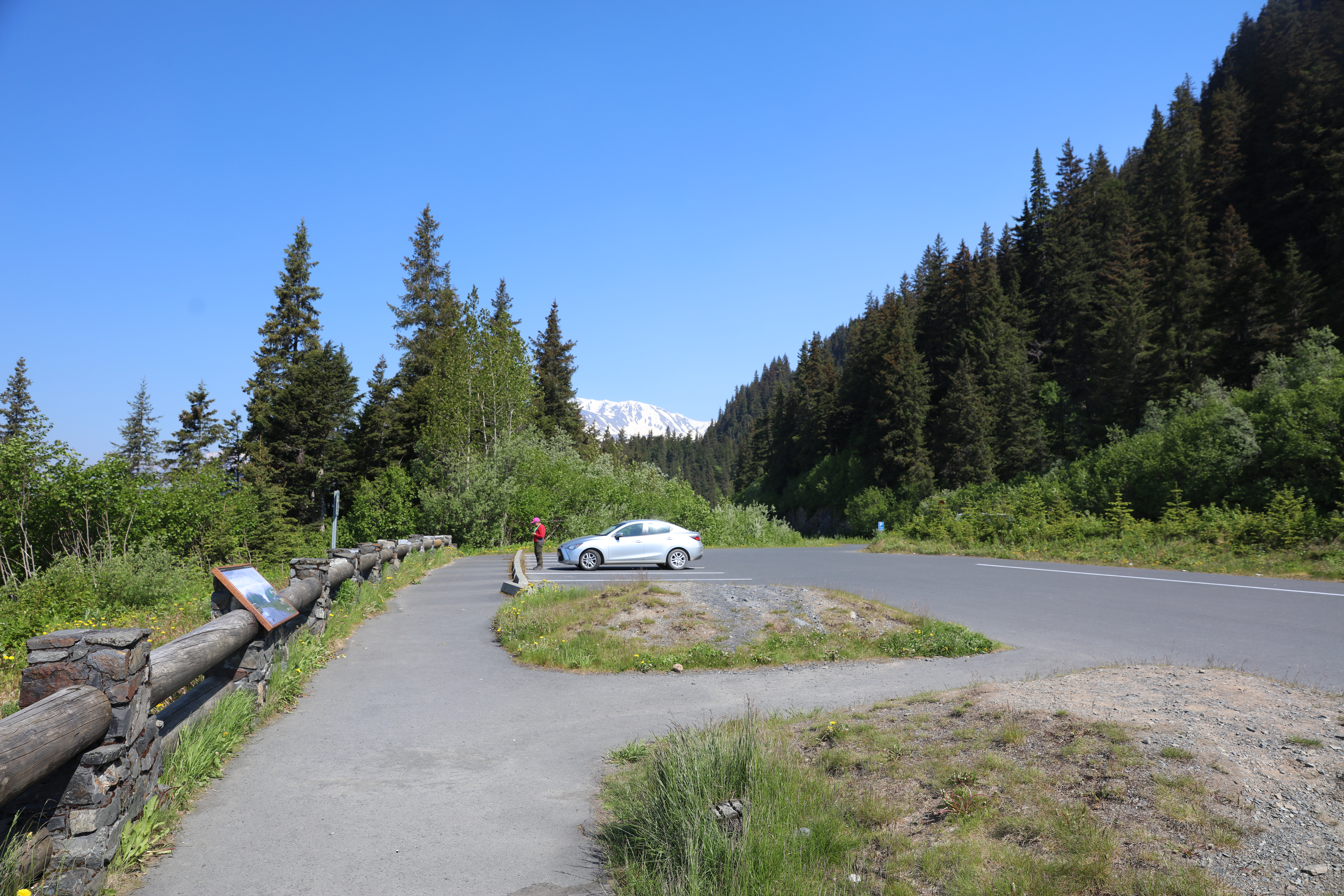
Area di sosta
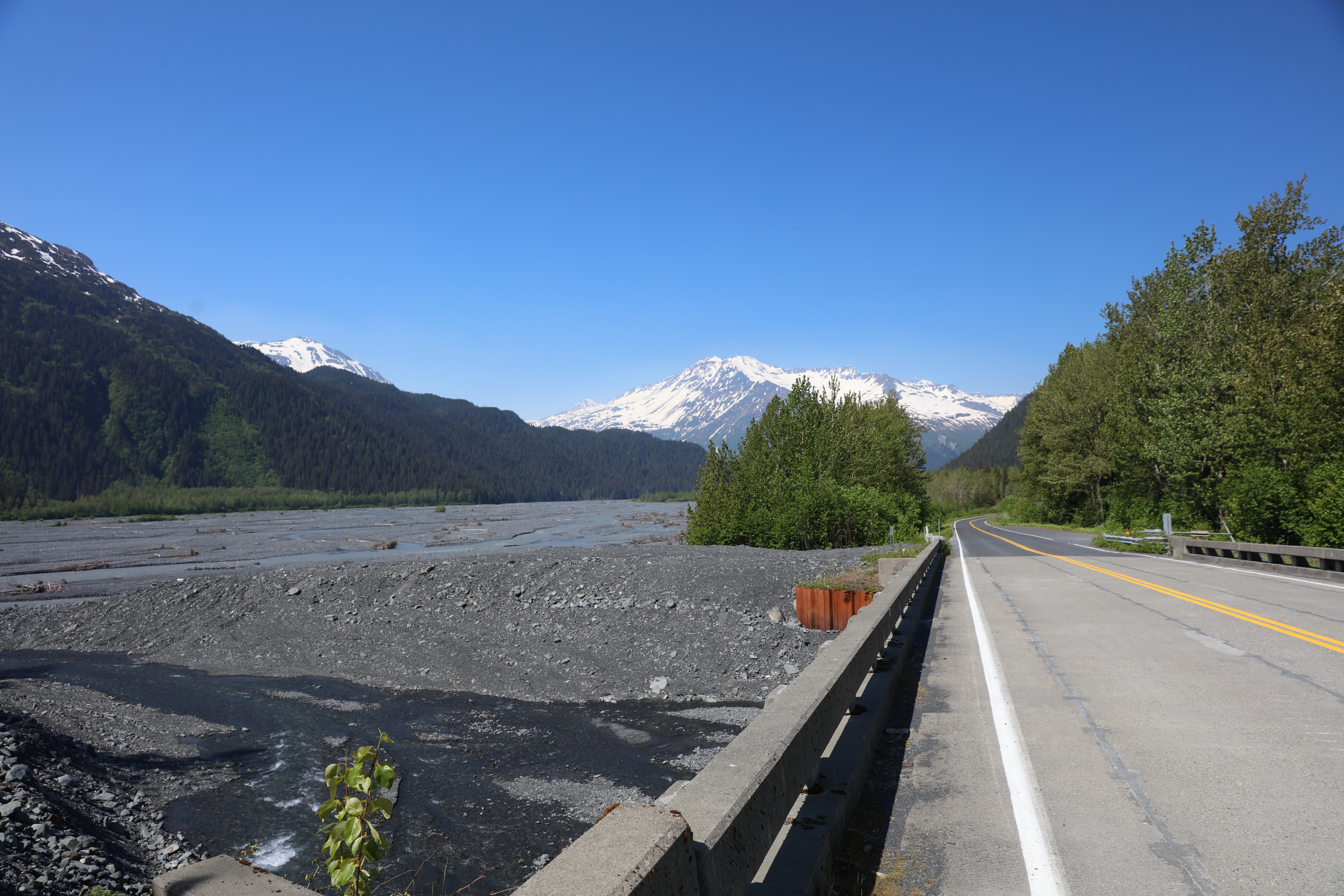
Il fiume Resurrection
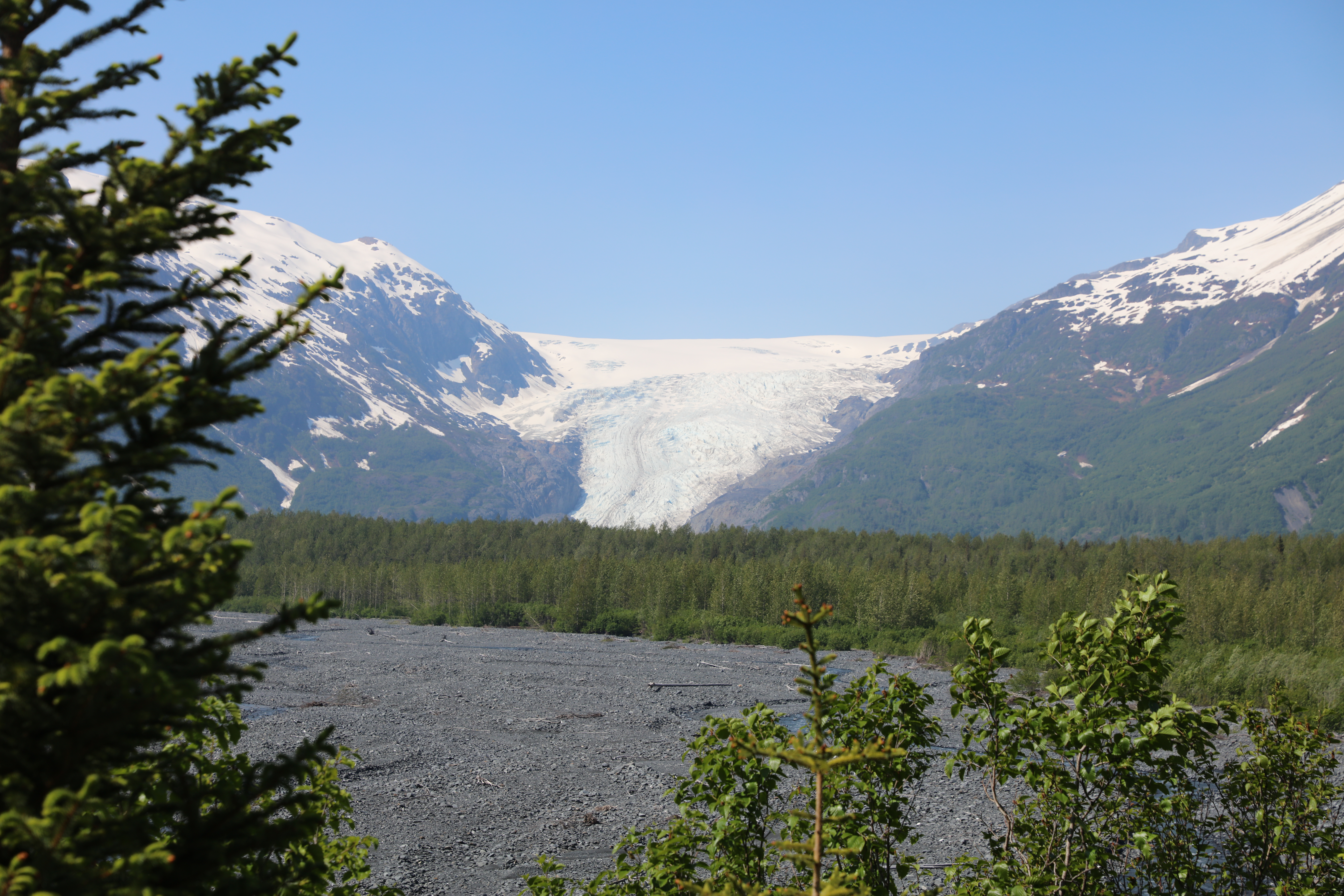
Il ghiacciaio Exit
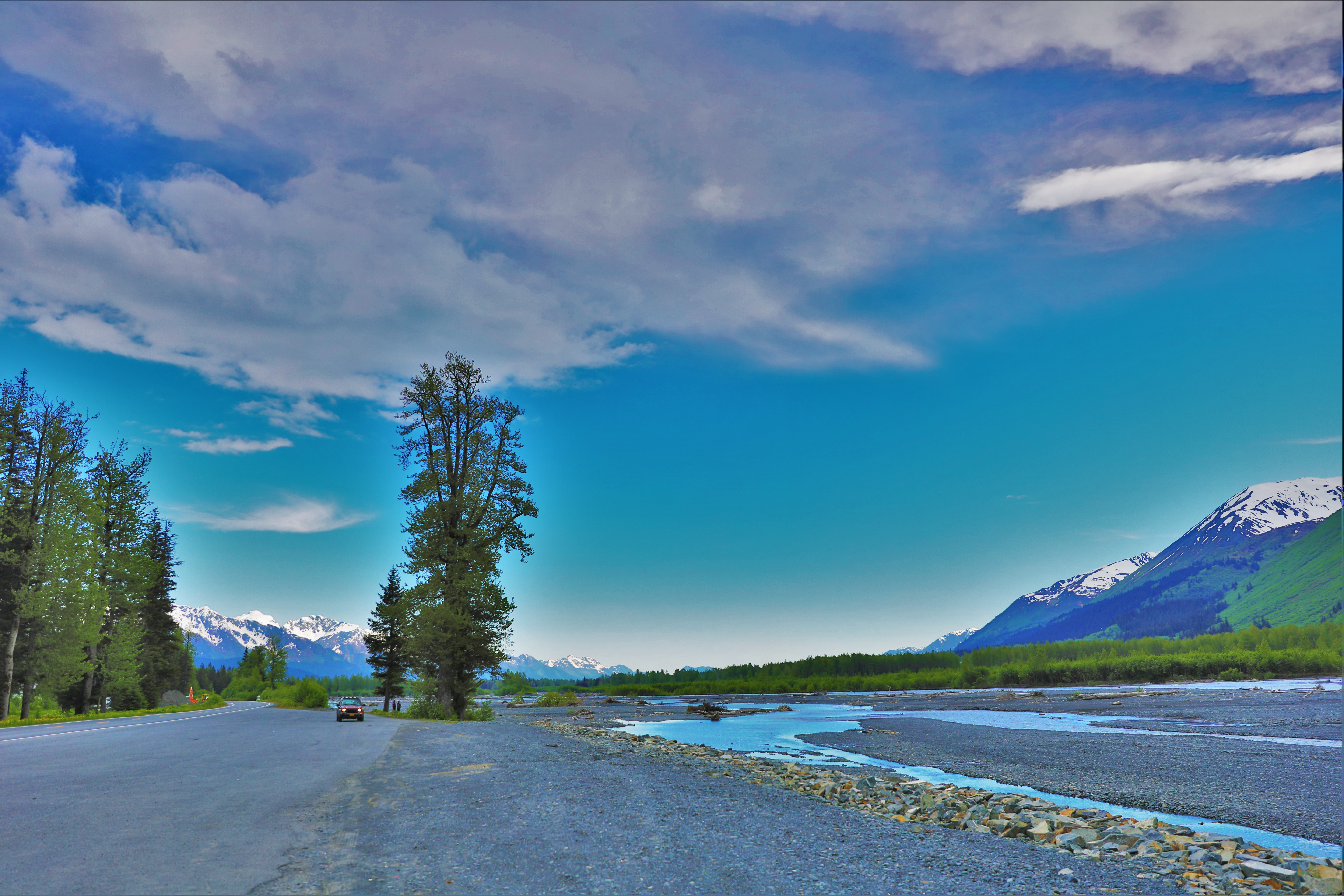
Panorama verso Seward